# جوي كينج
جوي كينج (بالإنجليزية: Joey King)‏ مواليد 30 يوليو 1999 في لوس أنجلوس، كاليفورنيا، الولايات المتحدة، هي ممثلة أمريكية بدأت مسيرتها الفنية عام 2006.

## نشأتها
ولدت جوي كينج في لوس أنجلوس، كاليفورنيا. لديها اثنين من الأخوات الأكبر سنا كيلي كينغ والوسطى هنتر كينغ، نشأت جوي في عائلة جزء منها مسيحي والجزء الآخر يهودي لكنها تقول: «أنا في الغالب يهودية». بدأت بالتمثيل باحتراف عندما كانت في الرابعة من عمرها، لقد قيل أن جوي ورثت حب التمثيل من جدتها، الذين كانوا يؤدون في المسرح الحي.
تحدثت جوي إلى العديد من المدارس ونوادي الأولاد والبنات حول أهمية إحداث فرق إيجابي في العالم، حتى لو كنت صغيرًا، إنها تحضر وتساهم في العديد من الجمعيات الخيرية، ويمكنك في كثير من الأحيان أن تجدها تساعد جدتها في توصيل الطعام لكبار السن من خلال وجبات الطعام عندما لا تعمل.

## الحياة الشخصية
بدأت كينغ علاقة مع المنتج والمخرج ستيفن بيت في عام 2019 بعد أن التقيا في موقع تصوير مسلسل القانون . تمت خطوبتهما في فبراير 2022  وتزوجا في 2 سبتمبر 2023 في مايوركا بإسبانيا.  

## الأعمال

### أفلام
| السنة | العنوان                         | العنوان                        | الدور                   |
| السنة | بالعربية                        | بالإنجليزية                    | الدور                   |
| ----- | ------------------------------- | ------------------------------ | ----------------------- |
| 2008  | هورتن يسمع هووو!                | Horton Hears a Who!            | كايتي                   |
| 2009  | العصر الجليدي: ظهور الديناصورات | Ice Age: Dawn of the Dinosaurs | فتاة صغيرة              |
| 2010  | رومونا وبيزس                    | Ramona and Beezus              | رومانا                  |
| 2011  | معركة لوس أنجلوس                | Battle: Los Angeles            | كريستن                  |
| 2011  | حب مجنون، أحمق                  | Crazy, Stupid, Love            | مولي ويفر               |
| 2012  | نهوض فارس الظلام                | The Dark Knight Rises          | تاليا الغول في سن صغيرة |
| 2012  | عطلة العائلة                    | Family Weekend                 | لوسيندا دنجي            |
| 2013  | أوز: العظيم والقوي              | Oz the Great and Powerful      | فتاة الصين              |
| 2013  | الشعوذة                         | The Conjuring                  | كريستين                 |
| 2013  | سقوط البيت الابيض               | White House Down               | إيميلي كيل              |
| 2014  | أتمنى لو كنت هنا                | Wish I Was Here                | غريس بلوم               |
| 2016  | يوم الاستقلال: عودة             | Independence Day: Resurgence   | سامانثا بلاكويل         |
| 2017  | اتمنى                           | whish upon                     | كلاير شانون             |
| 2018  | غرفة التقبيل                    | The kissing booth              | إل                      |

### تلفاز
- مالكوم في الوسط
- جيريكو
- انتوراج
- سي اس آي:التحقيق في موقع الجريمة
- شبح هامس

## الترشيحات والجوائز
| السنة | الحدث               | الفئة                        | النتيجة |
| ----- | ------------------- | ---------------------------- | ------- |
| 2011  | جائزة الفنان الصغير | أفضل أداء في فيلم روائي طويل | فوز     |

## روابط خارجية
- جوي كينج على موقع IMDb (الإنجليزية)
- جوي كينج على موقع ميتاكريتيك (الإنجليزية)
- جوي كينج على موقع روتن توميتوز (الإنجليزية)
- جوي كينج على موقع ألو سيني (الفرنسية)
- جوي كينج على موقع أول موفي (الإنجليزية)
- جوي كينج على موقع بوكس أوفيس موجو (الإنجليزية)
- جوي كينج على موقع قاعدة بيانات الأفلام السويدية (السويدية)
- جوي كينج على موقع قاعدة بيانات الفيلم (الإنجليزية)
- جوي كينج على موقع كينوبويسك (الروسية)